# Asmoneus
Els asmoneus van ser una família jueva que va governar el regne de Judea entre l'any 140 aC i el 36 aC. També són coneguts amb el nom de Macabeus
La dinastia asmonea, va ser fundada per Simó Macabeu, després que el seu pare Mataties iniciés una revolta religiosa jueva contra els selèucides l'any 167 aC. El nom d'Asmoneus el van aplicar els romans a la família herodiana d'Herodes el Gran, perquè es va emparentar amb ells a través de la seva dona Mariamne I. El primer que va governar com a Summe sacerdot va ser Jonatan Macabeu, del 152 aC al 142 aC. El van succeir:
- Simó Macabeu (142 aC - 134 aC), germà de Jonatan.
- Joan Hircà (134 aC - 104 aC), el segon fill de Simó, i el primer en ser etnarca a més de Summe sacerdot.
- Aristòbul I de Judea (104 aC - 103 aC), fill de Joan Hircà, va prendre el títol de rei.
- Alexandre Janeu (103 aC - 76 aC), germà d'Aristòbul.
- Salomé Alexandra (76 aC - 67 aC), esposa d'Aristòbul, i després d'Alexandre Janeu.
- Hircà II i Aristòbul II, fills d'Alexandre Janeu, que van disputar pels títols de rei i de Summe sacerdot.
- Antígon de Judea (40 aC - 37 aC), últim rei de la dinastia, fill d'Aristòbul II.[1][2]

En la història recent, el Túnel dels Asmoneus ens recorda aquesta família jueva. Aquest punt geogràfic va ser una zona de conflicte el 23 de setembre de 1996, quan s'hi va obrir un nou accés sota l'Esplanada de les Mesquites de Jerusalem. Aquest fet va donar lloc a una onada de violència i va provocar la mort de 62 ciutadans palestins i 14 soldats israelians.